# إسحاق بن سليمان العباسي
أبو يعقوب إسحاق بن سليمان بن علي الهاشمي العباسي قائد عسكري مسلم ووالي عباسي.  ووالي السند ومصر وأرمينية.

## سيرته
هو إسحاق بن سليمان بن علي بن عبد الله بن العباس ابن عم أول اثنين من الخلفاء العباسيين السفاح والمنصور. كان والده سليمان بن علي أحد كبار أفراد بني العباس، خلال حياته وتولى ولاية البصرة خلال السنوات الأولى التي أعقبت الثورة العباسية.  كما تزوج علية ابنة المنصور ومن امرأة أموية.
في عام 776/7م تولى إمارة الموصل، وفي عام 786-787م أصبح أميرًا على المدينة المنورة. كما أشرف على الغارة الصيفية ضد البيزنطيين عام 787/8 أو 788/9م، وفي عام 790/1م كان والي السند ومكران.
ولاه هارون الرشيد إمرة مصر بعد عزل عبد الله بن المسيب في مستهل شهر رجب سنة 177 هـ / 793م، وجمع له الرشيد صلاة مصر وخراجها، ولما دخل مصر سكن العسكر على عادة أمراء بني العباس، وجعل على شرطته بعض أصحابه وهو مسلم بن بكار العقيلي وأخذ إسحاق في إصلاح أمر مصر، وزاد على المزارعين زيادة أفحشت بهم، فسئمته الناس وكرهته، وخرج عليه جماعة من أهل الحوف من قيس وقضاعة فحاربهم، وقتل من حواشيه وأصحابه جماعة كبيرة. فكتب إسحاق يعلم الرشيد بذلك فعظم على الرشيد ما ناله من أمر مصر فعزله، وولى هرثمة بن أعين على إمرة مصر وأرسله في جيش كبير إلى مصر، وكان عزل إسحاق في شهر رجب من سنة 178 هـ/ 794م، فكانت ولايته على مصر سنة واحدة وأيامًا وتوجه إلى الرشيد.
في عام 179 هـ / 795 ولى البصرة. حوالي عام 809م ولى حمص، ولكن بعد سلسلة من الاضطرابات أجبرته على التراجع إلى السلمية، غُزل وعُين عبد الله بن سعيد الحرشي.
وفي 811م ولاه محمد الأمين على أرمينية، وكان ابنه الفضل نائباً له هناك. وبعد اندلاع الحرب الأهلية بين الأمين والمأمون قرر الوقوف مع الأمين ضد المأمون، وقاتل طاهر بن محمد الصنعاني الذي أرسله المأمون للسيطرة على أرمينية وأذربيجان، لكنه سرعان ما لقى قوة كبيرة بقيادة زهير بن سنان التميمي أرسلها الصنعاني ضده، وبعد معركة استمرت طوال اليوم، هُزم إسحاق وأنصاره، أُسر ابنه جعفر وأُرسل إلى المأمون.
حسب الخطيب البغدادي توفي إسحاق في بغداد.